# Ratkovica
Ratkovica är en ort i Kroatien.   Den ligger i länet Slavonien, i den östra delen av landet, 150 km öster om huvudstaden Zagreb. Ratkovica ligger 105 meter över havet och antalet invånare är 272.
Terrängen runt Ratkovica är kuperad västerut, men österut är den platt. Runt Ratkovica är det ganska glesbefolkat, med 35 invånare per kvadratkilometer. Närmaste större samhälle är Požega, 12,6 km norr om Ratkovica. Trakten runt Ratkovica består till största delen av jordbruksmark.